# Hartwich Brekewoldt
Hartwich Brekewoldt, auch Breckwoldt (* vor 1450 in Lübeck; † 1513 oder später) war Ratssekretär der Hansestadt Lübeck.

## Leben
Hartwich Brekewoldt war Sohn des Lübecker Ratsherrn Konrad Brekewoldt. Seine Mutter war eine Tochter des Lübecker Ratsherrn Tideman Hadewerk. Er immatrikulierte sich 1466 zum Studium an der Universität Rostock, wo er im Sommersemester 1468 zum Bakkalaureus promoviert wurde. Er ist 1479 und 1481 als Vikar an der Lübecker Marienkirche nachgewiesen. Als Magister wurde er Ratssekretär in Lübeck. Hartwich Brekewoldt führte als Protonotar das Oberstadtbuch (Grundbuch) von Februar 1493 bis Ende Oktober 1513, welches nach dem Ausscheiden des Protonotars Reynerus Holloger 1492 kurzzeitig von dem Ratssekretär Theodericus Brandes geführt worden war.